# 郭郊
郭郊（1476年—？年），字于周，直隶广平府肥鄉縣人，民籍。

## 生平
郭郊研習《詩經》，家族排行第五，由縣學生中式正德二年丁卯科（1507年）順天府鄉試第九十六名舉人，三十三歲時中式正德三年（1508年）戊辰科會試第三百十五名，成第三甲第一百九十七名進士。授海宁县知县，任內有德政，升任南京户部主事，因病去世，海宁人得知他去世，哭著向官府請求，於是縣內建立塑像，入祀名宦祠祭祀。

## 家族
曾祖郭晟，经历。祖父郭谦，县丞，以子郭忠貴，封员外郎。父郭惠，监生。前母李氏；母蒋氏；继母尹氏。永感下。叔郭忩，成化丁酉举人，官保宁、临洮府同知。從兄郭郛，進士，监察御史；郭纶，弘治甲子举人、贡士；弟郭鄗，嘉靖庚子举人、蒙城知县；郭鄘、郭邳。從弟郭璽，嘉靖辛卯举人，官登州通判、安庆同知。